# Stefano Pellegrini (1953)
Stefano Pellegrini (Roma, 5 agosto 1953 – Roma, 18 marzo 2018) è stato un calciatore italiano, di ruolo attaccante.

## Biografia
Era fratello di Romolo e Claudio, anche loro calciatori.

## Carriera
Cresce nella Roma, con cui debuttò in prima squadra nel 1970, a 18 anni, in un derby terminato 2-2, mettendo subito in mostra doti non comuni per un giocatore così giovane. Ottima tecnica, grande tiro dalla media distanza, nel corso di una partita contro l'Atalanta mette a segno una rete in sforbiciata che sembra l'inizio di una folgorante ascesa.
Nel novembre del 1973 la Roma lo spedisce all'Avellino per fargli fare esperienza, quindi ancora un anno a Barletta, con un discreto bottino personale, prima di fare ritorno in giallorosso per un campionato, quello del 1975-76, nel quale la squadra di Nils Liedholm è attesa alla conferma dopo il terzo posto dell'anno precedente. Pellegrini viene coinvolto nel marasma che caratterizza quell'annata, anche se riesce a far vedere qualche sprazzo della classe di cui è accreditato. Purtroppo per lui, nell'ultima giornata di campionato, una sua rete condanna alla retrocessione l'Ascoli, salvando al contempo i rivali cittadini della Lazio: la tifoseria romanista non gli perdonerà mai quella rete, circondandolo di una freddezza che probabilmente inficia in maniera determinante sulla sua serenità in campo.
Dopo un'altra stagione, molto deludente, lascia definitivamente la capitale per accasarsi al Bari, dove gioca per due stagioni in Serie B, prima di tornare ad Avellino, stavolta in Serie A, dove tuttavia nel 1980 rimane implicato nello scandalo del calcioscommesse, venendo squalificato per sei anni, la sanzione più pesante comminata dalla giustizia sportiva: è la fine della sua carriera, in cui totalizza complessivamente 53 presenze e 9 reti in Serie A, e 65 presenze e 18 reti in Serie B.

## Palmarès

### Competizioni nazionali
- Trofeo Nazionale di Lega Armando Picchi: 1

Roma: 1971

### Competizioni internazionali
- Coppa Anglo-Italiana: 1

Roma: 1972